# Кудлач Володимир Андрійович
Кудлáч Володимир Андрійович (18.09.1958, с. Каїри, Лиманський р-н, Одеська обл., УРСР, СРСР) — художник-графік, журналіст, мистецтвознавець-дослідник, громадсько-культурний діяч. Член НСЖУ, НСХУ. Автор монографій про членів Товариство південноросійських художників: Г. С. Головкова (2013, 2014) та Б. В. Едуардса (2021); каталогу творів М. І. Жука (2023). У творчому доробку більше 650 публікацій з мистецького і музичного життя, краєзнавства та історії у всеукраїнській, обласній та міській періодиці, зокрема газетах «День», «Чорноморські новини», «Вечерняя Одесса», «Думська площа», журналі «ОБРАЗ-М»; автор спогадів про монументаліста В. А. Гегамяна, наукових розвідок про творчість скульптора-коваля Михайла Задунайського (Michel Zadounaisky). Популяризатор творчості живописця С. І. Химочки. Персональний блоґ — Кудлач-Online.
Книги автора знаходяться в Книжковій палаті України, бібліотеках та музеях України, Library of Congress та Boston Public Library (США), Національній бібліотеці Мальти.

## Біографія

### Освіта та діяльність
1980 — закінчив художньо-графічний ф-т Одеського державного педагогічного інституту (нині ПНПУ) ім. К. Д. Ушинського (викладач В. А. Гегамян).
1980-1989 — на педагогічній роботі. Засновник художньої студії при Роздільнянському районному Будинку культури, базової для класу рисунку і живопису Роздільнянської міської музичної школи.
1989-1991 — науковий співробітник Одеського художнього музею.
1991-2005 — на педагогічній роботі в школах Роздільної і Южного; співзасновник і голова Роздільнянського районного відділення ВУТ «Просвіта», редактор просвітянського часопису «Наше слово» (1999—2001); заступник голови міського відділення ВУТ «Просвіта» м. Южне та редактор просвітянського часопису «Дзвін» (2001—2005).
2006-2008 — журналіст, оглядач культурного життя україномовної міської газети Одеської міськради «Думська площа» та «Одесский вестник». Член Одеської обласної організації Національної спілки журналістів України (2008).
2008-2021 — співробітник Одеської національної наукової бібліотеки, редактор корпоративного сайту (2010—2021), започаткував авторську сторінку з мистецького та музичного життя Одеси (2012—2021).
2012 — обраний Почесним членом художнього об'єднання митців Южного «Новація». 2015 — член Одеської обласної організації Національної спілки художників України.
Видання, культурні ініціативи 2004 — вихід друком авторської казки «Дівчина-квітка» (текст, ілюстр.).
2013 — видання ілюстрованої монографії «Герасим Семенович Головков, 1863—1909». 2014 — презентація 2-го, доповненого видання монографії «Герасим Семенович Головков, 1863—1909».
2014, 22 жовтня — ініціатор встановлення меморіальної дошки Г. С. Головкову в Одесі (скульптор О. І. Коваль).
2021 — вихід та презентація монографії «Едуардс Борис Вільямович, 1860—1924» (видавництво «Друк-Південь»). Ініціатор встановлення меморіальної дошки Б. В. Едуардсу в Одесі. (20.09.2022).
2022 — опубліковано науково-дослідну статтю про творчість французького скульптора-коваля, вихідця з Одеси Михайла (Мішеля) Задунайського (українською та англійською мовами).
2022-2023 — автор каталогу «Твори Михайла Жука в музейних та приватних колекціях України».

## Твори
1. Автопортрет. 1985. Картон, олія.
2. Інтер'єр з трояндами. 1998. Папір, акварель.
3. Похмуро. Долина «Дівка». 2005. Папір, акварель.
4. Сонячний вітер. 2005. Папір, змішана техніка.
5. «Рідна мати моя». 2006. Папір, змішана техніка.
6. Портрет мистецтвознавця Івана Козирода. 2021. Папір тонований, олівець, пастель.
7. «Поема екстазу». Поч. 2000-х. Папір, гуаш.
8. Трансцендентність. 2023. Папір тонований, пастель.
Твори художника знаходяться в колекціях Одеського літературного музею, Одеської національної наукової бібліотеки, НВО імені В. Чорновола (м. Южне), приватних зібраннях України та Польщі.

### Виставки
1989 — виставка молодіжної секції «Осіннього салону». Виставковий зал ООО НСХУ (каталог).
1990 — виставка випускників художньо-графічного факультету. Виставковий зал ООО НСХУ.
2000 — персональна виставка «У пошуках краси». Одеська національна наукова бібліотека.
2003-2005 — персональні виставки в галереї та культурних закладах м. Южного.
2005, листопад — персональна виставка. ООО ВУТ «Просвіта», Одеса.
2006 — виставка учнів В. А. Гегамяна. Галерея «Ракурс», Одеса.
2016, 2018, 2020, 2022, 2024 — участь у І–V Всеукраїнській і міжнародній бієнале «Море акварелі», Одеса.
2018 — персональна виставка «Чарівність літа», з нагоди 60-річчя від дня народження. Одеська національна наукова бібліотека.
2021, 2022, 2023 — обласні виставки до Дня матері. Виставковий зал ООО НСХУ; обласна виставка до Дня художника. Виставковий зал ООО НСХУ.
2023, груд. — січ. 2024. — персональна виставка «Візії=Естетизм». ЦБС для дітей, Одеса.

### Відзнаки
2009 — Почесна відзнака Одеського міського голови «Подяка».
2015 — Лауреат муніципальної премії імені К. Г. Паустовського у номінації «Краєзнавство».

## Публікації про художника
Заборцева Е. «Візії = Естетизм» і світ Гармонії / Чорномор. новини. — 2024. — 1 січ. С. 3. — Режим доступу: https://chornomorka.com/archive/22479/a-170673.html Вибрані публікації

### Мультимедіа
Володимир Кудлач. Шляхи в мистецтво. У програмі «Культурна поліфонія. № 23» // ТК «А-1». — 2021. — 26 серп.
Проєкт «Борис Едуардс: повернення». У програмі «Світло» // ТК «7 канал». — 2021. — 11 груд.
«Борис Едуардс: повернення». У програмі "Культурна поліфонія. № 34 // ТК «А-1». — 2021. — 19 груд.
«Візії=Естетизм». Відеорепортаж з презентації, 26 груд. 2023. «Візії=Естетизм». Відеокліп. Грудень, 2023.

### Історія, бібліотечна справа
1. Кудлач В. А. Покликання — україніст: До 130-річчя від дня народження Богдана Комарова // Чорномор. новини. — 2012. — 14 січ.
2. Кудлач В. А. Пам'ятки писемності та культури у фондах бібліотек Півдня України: проблеми збереження, ідентифікації, наступності та доступу // Вісн. Кн. палати. — 2013. — № 2. — С. 44-46.
3. Кудлач В. А. Перезавантаження. Публічна бібліотека та її очільники: 1852—1882 // Чорномор. новини. — 2014. — 20 берез.
4. Публічна бібліотека та її очільники: Михайло Попруженко. 1896—1919 // Чорномор. новини. — 2014. — 26 квіт.
5. Кудлач В. А. На честь літературного слідопита [80-річчя Г. Д. Зленка] // Чорномор. новини. — 2014. — 13 лист.
6. Кудлач В. А. Каталог бібліотеки Михайла Комарова // Чорномор. новини. — 2015. — 10 січ.
7. Кудлач В. А. Притягальне поле «галактики Гутенберга» // Бібліотечний форум України: історія, теорія і практика. — № 1. — 2015. — С. 52—54.
8. 17. Кудлач В. А. Консервація минулого і погляд у майбутнє [презентація в ОННБ «Історії Одеси в пам'ятниках і скульптурах»] // Чорномор. новини. — 2020. — 23 липня.
9. Кудлач В. А. Знання про минуле — основа прогнозу майбутнього [зустріч в ОННБ з Дзюбенко-Мейс] // Чорномор. новини. — 2019. — 19 верес.
10. Кудлач В. А. Розширення історичних обріїв Одеси [презентація медалі «Одесі—600» в ОІКМ] // Чорномор. новини. — 2020. — 11 черв.

### Мистецтво
11. Кудлач В. А. У пошуках кольорового камертона [про творчість В. Вовчка] // День. — 2010. — 24-25 верес. — С. 16.
12. Кудлач В. А. Весна прийшла з запізненням [Про Г. С. Головкова] / В. А. Кудлач // Вісн. Одес. художн. музею: зб. ст. — 2014. — Вип. 1. — С. 88–92.
13. Кудлач В. А. Герасим Головков і західні впливи / В. А. Кудлач // Вісн. Одес. художн. музею: зб. ст. — 2015. — Вип. 2. — С. 27—34.
14. Кудлач В. А. Одеські адреси скульптора Бориса Едуардса // Краєзнавство. № 3/4. — 2017. — С. 213—219.
15. Кудлач В. А. Забутий Арнольд Гріншпунг [про автора бюстів в читальному залі ОННБ] // Чорномор. новини. — 2017.– 18 берез.
16. Кудлач В. А. Родовід одеського скульптора Бориса Едуардса // Краєзнавство. № 3/4. — 2017. — С. 137.
17. Кудлач В. А. Вияв народної дипломатії [презентація каталогу Музею Т. Шевченка в Пекіні в стінах ОННБ] / Чорномор. новини. — 2018 — 21 квітня.
18. Кудлач В. А. Педагогічна діяльність одеського скульптора Бориса Едуардса // Краєзнавство. — 2019. — № 2. — C. 90.
19. Кудлач В. А. Пристрасті по Караваджо // День. — 2020. — 30 верес.
20. Кудлач В. А. Повернення святого Луки // День. — 2020. — 13 жовт.
21. Кудлач В. А. Знайти свій голос: мозаїка мистецького життя Одеси // Чорномор. новини. — 2021. — 4–6 лют.
22. Кудлач В. А. Знайти свій голос: мозаїка мистецького життя Одеси (продовж.) // Чорномор. новини. — 2021. — 11–13 лют.
23. Кудлач В. А. Концепція і наратив, або про Тоянського коня гібридної війни [онлайн зустріч з Зісельсом] // Чорномор. новини. — 2021. — 11–13 лют.
24. Кудлач В. А. Знайти свій голос: мозаїка мистецького життя Одеси (закінч.) // Чорномор. новини. — 2021. — 18–20 лют.
25. Кудлач В. А. Невисловлене, Або білим по чорному… [вивчення творчої спадщини М. І. Жука] // Чорномор. новини. — 2021. — 13. берез.
26. Кудлач В. А. Чи повернеться Караваджо до Одеси? // День. — 2021. — 2 серп.
27. Кудлач В. А. Одеський Караваджо: загадки і полеміка // Чорномор. новини. — 2021. — 28–30 жовт.
28. Кудлач .В. А. Пам'ятник Леси Украинке в Одессе // День. — 2021. — 9 нояб.
29. Кудлач В. А. Від альбому до колекції: твори Михайла Жука у зібранні Івана Козирода // Чорномор. новини. — 2021. — 25–27 лист.
30. Кудлач В. А. «Борис Едуардс: повернення» [звернення ініціативної групи] // Чорномор. новини. — 2021. — 2–4 груд.
31. Кудлач В. А. Скульптор–"факір" [поч.] //Чорномор. новини. — 2022. — 15-17 верес. — С. 4.
32. Кудлач В. А. Скульптор–"факір" [закін.] //Чорномор. новини. — 2022. — 22-24 верес. — С. 3.
33. Кудлач В. А. Дослідження феномену Михайла Жука, або білим по чорному… (початок) // Образотв. мист. — № 1-2. — 2022. — С. 98-101.
34. Кудлач В. А. Дослідження феномену Михайла Жука, або білим по чорному… (закін.) // Образотв. мист. — № 3-4. — 2023. — С. 98-101.
35. Кудлач В. А. Подорож до Михайла Жука [вист. у Львові] // Чорномор. новини. — 2023. — 10 серп.
36. Кудлач В. А. «Життя земного обрій неозорий» [вист. в ОМЗСМ до 100-річчя І. Козирода] // Чорномор. новини. — 2023. — 12 жовт.
37. Кудлач В. А. Октябрь Михаила Жука [презент. проекта УКФ в ОЛМ] // Веч. Одесса. — 2023. — 19 жовт..
38. Кудлач В. А. «Від моря до моря». Фактор війни // Чорномор. новини. — 2024. — 1 лютого. — С. 3. — Режим доступу: https://chornomorka.com/archive/22483/a-170723.html
39. Кудлач В. А. «Людина світу» // Чорномор. новини. — № 20. — 2024. — 23 трав.

### Музика
39. Кудлач В. А. Музика як мова миру [фільм-концерт НОФО до ювілею ООН] // День. — 2020. — 29 жовт.
40. Кудлач В. А. 30 років разом [Х. Ерл і НОФО] // Чорномор. новини. 2021. — 3–5 черв.
41. Кудлач В. А. Разом — ми сила! [про концерт ТУКА] // День. 2021. — 30 черв.
42. Кудлач В. А. На крилах музики. НОФО відкрив 84-ий концертний сезон // Чорномор. новини. — 2021. — 9–11 верес.
43. Кудлач В. А. «Скорик. Постскриптум»: Одеська прем'єра // Чорномор. новини. — 30 верес. –2 жовтн.
44. Кудлач В. А. Під знаком скрипки. Обнадійливі «Різдвяні зустрічі — ODESA VIOLIN FEST» // Чорномор. новини. — 2021. — 16–18 груд.
45. Кудлач В. А. Нова «Катерина»: Погляд перфекціоніста [прем'єра опери комп. О. Родіна] //Чорномор. новини. — 2022. — 17-19 лист. — С. 3.

46. Кудлач В. А. «За Україну помолюсь» [до 70-річчя В. Зубицького] // Чорномор. новини. — 2023. — 12 жовт.